# Cristianismo y Revolución

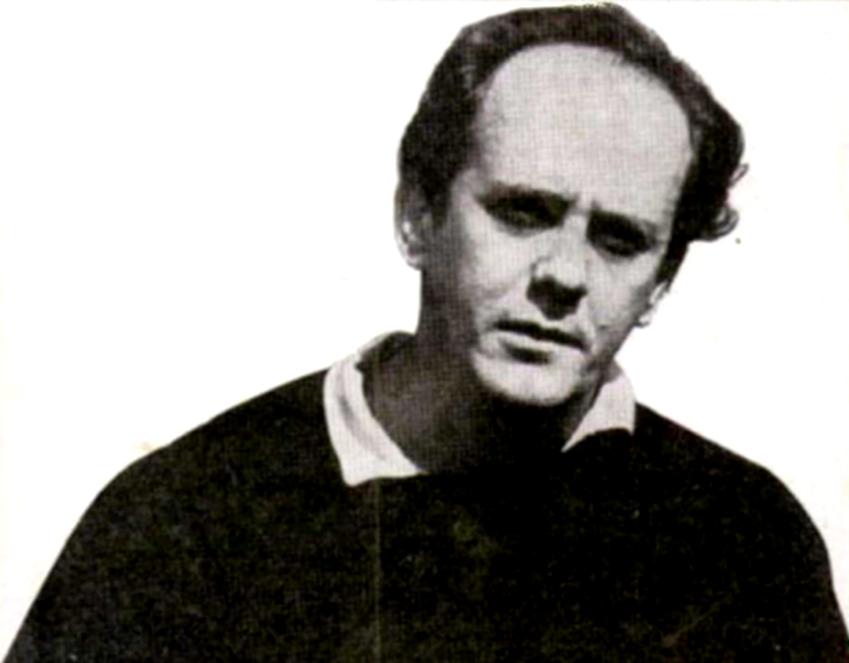
Juan García Elorrio, director de la publicación.

Cristianismo y Revolución fue una paradigmática revista políticorreligiosa argentina, publicada por primera vez en Buenos Aires hacia septiembre de 1966. Su última edición se distribuyó en septiembre de 1971.

## Línea editorial
La publicación, editada mensualmente, estaba inspirada en nuevas interpretaciones teológicas y sociales emanadas del Concilio Vaticano II, de la Doctrina Social de la Iglesia y corrientes de pensamiento afines a lo que más tarde se definiría como la teología de la liberación. En sus páginas se replanteaba la relación entre la misión pastoral de la Iglesia católica y la práctica política revolucionaria.
Se daba profuso tratamiento y amplia difusión a corrientes de pensamiento que pretendían justificar la legitimidad de la lucha armada y el rol de las vanguardias políticas como caminos prioritarios hacia la liberación cultural, social, política y económica de la humanidad, y en contra del imperialismo internacional, sobre todo el estadounidense.
Sus contenidos sintonizaban con una expresa simpatía hacia el socialismo latinoamericano, encarnado en la por entonces joven revolución cubana.
En su primer editorial se leía a modo de presentación:

Camilo Torres (1929-1966), silenciado y retaceado por sus propios hermanos cristianos, nos señala el carisma evangélico en la lucha por la liberación de nuestros pueblos y su nombre es bandera del movimiento revolucionario latinoamericano.

## Proyección ideológica
Sus páginas y sobre todo la enérgica iniciativa de su director García Elorrio, fueron la base para la creación de la agrupación activista denominada Comando Camilo Torres, de corta trayectoria, pero determinante para dar paso luego a la fundación y consolidación de Montoneros.
La revista funcionó como medio de expresión del Movimiento de Sacerdotes para el Tercer Mundo y de numerosas organizaciones sindicales, como también de otras tempranas agrupaciones políticas que, ya en la década del setenta, irían consolidándose como masivas organizaciones armadas.
Además de los Montoneros, también publicaban allí sus comunicados las Fuerzas Armadas Peronistas y el Ejército Revolucionario del Pueblo, y aunque esta organización armada no tenía relación con el cristianismo (su ideología era marxista-leninista), la revista Cristianismo y Revolución constituía el medio más indicado y lectura obligada que les permitía llegar a la gran mayoría de los jóvenes y militantes de la época.

## Redactores

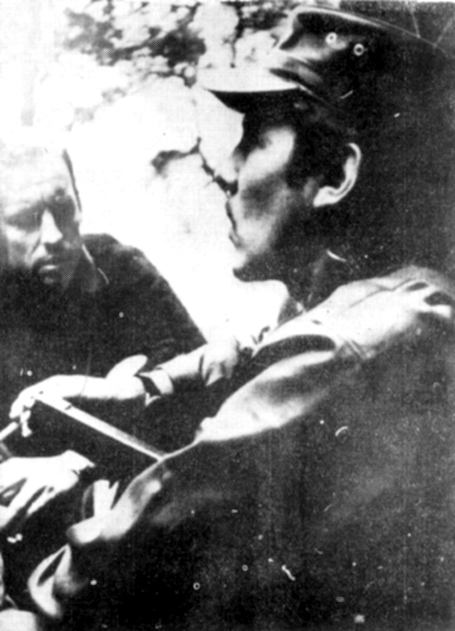
Eduardo Galeano entrevistando al guerrillero César Montes en la selva guatemalteca, acompañando una nota de la revista en el año 1968.

Dirigida en sus comienzos y en gran parte de su trayectoria por el ex seminarista Juan García Elorrio, tuvo una importante influencia en la formación ideológica de numerosos jóvenes y militantes políticos de la época, entre quienes se encontraban los integrantes de la organización armada irregular Montoneros, vinculada al movimiento político peronista.
Jorge Luis Bernetti actuaba como secretario de Redacción, y algunos de sus columnistas fueron
Eduardo Galeano,
John William Cooke,
Miguel Grinberg,
Raimundo Ongaro,
Pepe Eliaschev,
Rubén Dri,
Emilio Jáuregui,
Miguel Ramondetti y
Nuncio Aversa.
Casiana Ahumada, esposa de García Elorrio, fue la directora de los últimos números de Cristianismo y Revolución, luego de que él muriera atropellado por un auto en un misterioso accidente.

## Enunciados
En 2003, el sacerdote jesuita Gustavo Morello editó el libro Cristianismo y Revolución. Orígenes intelectuales de la guerrilla argentina, donde analizó y reconstruyó algunos de los principales enunciados discursivos que caracterizaban a la publicación:
- «El verdadero socialismo es el cristianismo integralmente vivido, en el justo reparto de los bienes y la igualdad fundamental».
- «Para lograrlo, es indispensable erradicar la propiedad privada de los medios de producción».
- «Sólo el socialismo nacional y latinoamericano garantizará a los trabajadores la participación en el poder».
- «El peronismo revolucionario se propone tomar el poder para que lo ejerza plenamente la clase trabajadora, con el objetivo de crear un Estado Socialista y Peronista».
- «El único medio para construir la Patria Socialista es el compromiso armado y la militancia revolucionaria en diferentes roles».
- «Se trata de vincular la lucha armada con la organización popular, incorporando elementos políticos que provengan de las agrupaciones fabriles o barriales».
- «El ideario político de Camilo Torres se basa en tres afirmaciones: 1) Sin el poder para el pueblo no hay cambio social en América Latina. 2) La vía electoral no es el camino. 3) La única salida es la lucha armada».
- «No se puede ser manso en una realidad de violencia sin ser cómplice».
- «La contradicción principal es el imperialismo y no la lucha de clases».

## Enlaces
- Wikimedia Commons alberga una categoría multimedia sobre Cristianismo y Revolución.